# جون يو
جون يو (بالإنجليزية: John Yeo)‏ هو سياسي كندي، ولد في 29 يونيو 1837، وتوفي في 14 ديسمبر 1924. حزبياً، نشط في الحزب الليبرالي الكندي. وقد انتخب عضو مجلس الشيوخ الكندي وانتخب عضو مجلس العموم الكندي.